# Rattus ranjiniae
Rattus ranjiniae is een knaagdier uit het geslacht Rattus dat voorkomt in Kerala (Zuid-India). Deze soort is alleen gevonden in rijstvelden. Hoewel nog niet helemaal duidelijk is waaraan deze soort verwant is, is de bruine rat (R. norvegicus) gesuggereerd als mogelijke verwant. Waarschijnlijk moet deze soort echter in een apart geslacht worden geplaatst.
R. ranjiniae is een grote rat, met een lange, bruine rugvacht en een witte buikvacht. De dunne staart is korter dan of even lang als de kop-romplengte bij volwassen exemplaren. De voeten zijn van boven lichtbruin. Dit dier heeft grote klauwen en lange, smalle achtervoeten. De kop-romplengte bedraagt 210 tot 261 mm, de staartlengte 210 tot 232 mm, de achtervoetlengte 45 tot 47 mm en de oorlengte 20 tot 21 mm.
Aziatische zwarte rat (Rattus tanezumi)
· Bruine rat (Rattus norvegicus)
· Engganorat (Rattus enganus)
· Nillubergrat (Rattus montanus)
· Polynesische rat (Rattus exulans)
· Rattus adustus
· Rattus andamanensis
· Rattus arfakiensis
· Rattus argentiventer
· Rattus arrogans
· Rattus baluensis
· Rattus blangorum
· Rattus bontanus
· Rattus burrus
· Rattus ceramicus
· Rattus colletti
· Rattus detentus
· Rattus elaphinus
· Rattus everetti
· Rattus facetus
· Rattus feileri
· Rattus feliceus
· Rattus fuscipes
· Rattus giluwensis
· Rattus hainaldi
· Rattus halmaheraensis
· Rattus hoffmanni
· Rattus hoogerwerfi
· Rattus jobiensis
· Rattus koopmani
· Rattus korinchi
· Rattus leucopus
· Rattus losea
· Rattus lugens
· Rattus lutreolus
· Rattus macleari
· Rattus marmosurus
· Rattus mindorensis
· Rattus mollicomulus
· Rattus mordax
· Rattus morotaiensis
· Rattus nativitatis
· Rattus nikenii
· Rattus niobe
· Rattus nitidus
· Rattus novaeguineae
· Rattus ombirah
· Rattus omichlodes
· Rattus osgoodi
· Rattus palmarum
· Rattus pelurus
· Rattus pococki
· Rattus praetor
· Rattus pyctoris
· Rattus ranjiniae
· Rattus richardsoni
· Rattus sakeratensis
· Rattus salocco
· Rattus sanila
· Rattus satarae
· Rattus simalurensis
· Rattus sordidus
· Rattus steini
· Rattus stoicus
· Rattus taliabuensis
· Rattus tawitawiensis
· Rattus timorensis
· Rattus tiomanicus
· Rattus tunneyi
· Rattus vandeuseni
· Rattus verecundus
· Rattus villosissimus
· Rattus xanthurus
· Zwarte rat (Rattus rattus)